# Galmaarden
Galmaarden es un municipio situado en la provincia belga de Brabante Flamenco.
A 1 de enero de 2018 tiene 8725 habitantes.
El municipio está compuesta por las ciudades de la propia Galmaarden, Tollembeek y Vollezele. Galmaarden es el actual hogar del grupo cómico Urbanus, quienes incluso tienen una estatua en Tollembeek.
Se ubica en el suroeste de la provincia, unos 5 km al este de Geraardsbergen.

## Demografía

### Evolución
Todos los datos históricos relativos al actual municipio, el siguiente gráfico refleja su evolución demográfica, incluyendo municipios después de efectuada la fusión el 1 de enero de 1977.
| Gráfica de evolución demográfica de Galmaarden entre 1846 y 2020 |
|                                                                  |